# EasyOffice
EasyOffice + PDF Filter - darmowy pakiet biurowy firmy e-press, zgodny z Microsoft Office, zawierający funkcje eksportu do PDF i wbudowany EasyAntiVirus. Według autorów, na początku 2005 używało go ok. 3 mln osób. Program jest dostępny dla MS Windows.
Wersja instalacyjna pakietu ma wielkość od 90 MB (download) do 1,3 GB (wersja dystrybucyjna na CD).

## Moduły EasyOffice
- EasyWord with PDF Filter (procesor tekstu)
- EasyMail (moduł pocztowy z antyspamem)
- EasySpreadsheet (arkusz kalkulacyjny)
- EasyPresentation (moduł prezentacyjny)
- EasyDictionary (słownik)
- EasyBookkeeper (moduł księgowy)
- EasyPad (prosty edytor tekstu)
- Easy Contact Manager (zarządca kontaktów)
- EasySpeaker (moduł głosowy)
- EasyZip (archiwizer)
- EasyHelper
- EasyImage (program graficzny)
- EasyDatabase (program do obsługi baz danych)
- EasyCalculator (kalkulator)
- EasyCalendar (kalendarz)
- EasyBackup (moduł do tworzenia kopii zapasowych)